# Dobberkau
Dobberkau ist Ortsteil und Ortschaft der Stadt Bismark (Altmark) im Landkreis Stendal in Sachsen-Anhalt.

## Geographie

### Lage
Dobberkau, ein großes Straßendorf mit Kirche, befindet sich etwa auf halbem Wege zwischen Stendal und Salzwedel in der Altmark, sieben Kilometer von der Kleinstadt Bismark (Altmark) entfernt. Am Rande der Altmärkischen Höhe fällt das Gelände westlich von Dobberkau zum Markgraben und zur Milde allmählich ab. Der etwa 49 Meter hohe Wendelberg liegt nördlich des Dorfes und ist ein geschütztes Biotop.
Nachbarorte sind Meßdorf und Schönebeck im Nordwesten, Möllenbeck im Nordosten, Schorstedt im Osten, Hohenwulsch im Süden, sowie Arensberg und Büste im Südwesten.

### Ortschaftsgliederung
Zur Ortschaft Dobberkau gehören die Ortsteile Dobberkau und Möllenbeck mit dem Wohnplatz Katharinenhof. Im Jahr 2008 gehörte ein Wohnplatz „An den Schroden“ zu Dobberkau.

## Geschichte

### Mittelalter bis Neuzeit
Bei der um 850 genannten slawischen Siedlung Doberkow handelt es sich möglicherweise um das heutige Dobberkau.
Im Jahre 1267 wurde das Dorf erstmals erwähnt als villam dobrekouwe, als Markgraf Otto III. den Ort dem Bischof Heinrich von Havelberg und seinen Nachfolgern schenkte. Der Ort war eines der Lehen des Stiftes Gandersheim in der Altmark. Im Landbuch der Mark Brandenburg von 1375 wird das Dorf als Dobberkow aufgeführt, die Grafen von Regenstein hatten dort Rechte. Nach 1600 war ein Teil der Rechte am Dorf in Besitz der von Goldstein, die diese 1679 an Joachim Henniges von Treffenfeld veräußerten. 1687 heißt das Dorf Dobberkow und 1804 Dobberkau, Dorf mit einem Rademacher, einer Schmiede und einer Windmühle. Später gab es am Mühlenberg zwei Windmühlen.
Der Lehrer, Chronist, Heimatforscher und Bodendenkmalpfleger Paul Pfeil (1879–1970) stellte im Jahr 1927 eine Dorfchronik unter dem Titel „1000 Jahre Dobberkau“ zusammen.
Von 1921 bis 1951 war der Bahnhof Dobberkau an der Bahnstrecke Peulingen–Bismark in Betrieb, die anfangs zur Stendaler Kleinbahn gehörte.

### Landwirtschaft
Bei der Bodenreform wurden 1945 ermittelt: 42 Besitzungen unter 100 Hektar hatten zusammen 866 Hektar, eine Kirchenbesitzung hatte 32 Hektar Land. Am 9. Mai 1953 entstand die erste Landwirtschaftliche Produktionsgenossenschaft, die LPG Typ III „Friedenswacht“. Sie hatte 11 Gründungsmitglieder. Eine zweite, die LPG  Typ I „Albrecht Thaer“, wurde am 1. September 1958 von 4 Mitgliedern gegründet. 1960 wurden die LPG Typ III mit der LPG Typ III „23. Februar“ Möllenbeck zur LPG „Sozialismus“ zusammengeschlossen. Erst im Jahr 1968 wurde die LPG Typ I an LPG Typ III „Sozialismus“ angeschlossen.

### Herkunft des Ortsnamens
Aleksander Brückner leitete 1879 den Namen dobberkow und dobrekow vom altslawischen Wort „dobrь“ für „gut“ ab. Was man als Ansiedlung einer Familie „Dober“ oder „Gutmann“ übersetzen könnte.
Heinrich Sültmann vermutete der Name, 1375 dobberkow, 1540 doberkow, geht wahrscheinlich auf das slawische „dobre“ für „gut“ und „kow“ für „Wohnung“ zurück, heißt übersetzt also „gute Wohnung“.
Eine andere Übersetzung des Namens Doberkow könnte, abgeleitet von „dabu, dub, dob“ für „Eiche“, „Eichenwäldchen“ sein.

### Archäologie
Das Gebiet ist bereits in der Jungsteinzeit (4000 bis 2000 v. Chr.) besiedelt gewesen, wie Funde von Urnenscherben und Werkzeugen aus Granit und Feuerstein aus dem Dorf und vom Cäsperberg belegen, die im kleinen Dorfmuseum aufbewahrt werden.
Im Frühjahr 1933 wurde bei Forstarbeiten in der Eckernbucht nordöstlich von Dobberkau ein früheisenzeitlicher Begräbnisplatz freigelegt. Aufgrund der genauen Untersuchung konnte der Fund in die Latènezeit in das 4. Jahrhundert v. Chr. datiert werden. Die Gräber enthielten unter anderem eiserne Gewandnadeln und zungenförmige Eisengürtelhaken.
Später wurde über Funde aus römischer Zeit berichtet. Bronzene Trinkhörner und gläserne Perlen wurden an das Altmärkische Museum in Stendal übergeben.

### Burg Dobberkau
Wie Paul Grimm im Jahre 1958 ermittelte, liegt eine Burgstelle 1,2 Kilometer südwestlich des Dorfes. Sie ist ein annähernd rechteckiges Feld im Niederungsgelände.

### Eingemeindungen
Ursprünglich gehörte das Dorf zum Stendalischen Kreis der Mark Brandenburg in der Altmark. Zwischen 1807 und 1813 lag der Ort im Kanton Bismark im Distrikt Stendal auf dem Territorium des napoleonischen Königreichs Westphalen. Ab 1816 gehörte die Gemeinde zum Landkreis Stendal.
Dobberkau wurde am 25. Juli 1952 dem Kreis Stendal zugeordnet. Am 1. Februar 1967 wurde die Gemeinde Möllenbeck nach Dobberkau eingemeindet. Am 1. Juli 1994 kam Dobberkau zum heutigen Landkreis Stendal.
Bis zum 31. Dezember 2009 war Dobberkau eine selbständige Gemeinde mit dem Ortsteil Möllenbeck.
Der Gemeinderat der Gemeinde Dobberkau beschloss am 23. Juni 2009 die Zustimmung zu einem Gebietsänderungsvertrag, wodurch ihre Gemeinde aufgelöst und Teil einer neuen Einheitsgemeinde mit dem Namen Stadt Bismark (Altmark) wurde. Dieser Vertrag wurde vom Landkreis als unterer Kommunalaufsichtsbehörde genehmigt und trat am 1. Januar 2010 in Kraft.
In der eingeflossenen Gemeinde und nunmehrigen Ortschaft Dobberkau wurde ein Ortschaftsrat mit fünf Mitgliedern einschließlich Ortsbürgermeister gebildet.

### Einwohnerentwicklung

#### Gemeinde
| Jahr | Einwohner |
| ---- | --------- |
| 1734 | 231       |
| 1772 | 192       |
| 1790 | 220       |
| 1798 | 191       |
| 1801 | 254       |
| 1818 | 248       |
| 1840 | 345       |
| 1864 | 436       |

| Jahr | Einwohner |
| ---- | --------- |
| 1871 | 417       |
| 1885 | 367       |
| 1892 | [00]374   |
| 1895 | 361       |
| 1900 | [00]336   |
| 1905 | 347       |
| 1910 | [00]362   |
| 1925 | 390       |

| Jahr | Einwohner |
| ---- | --------- |
| 1939 | 340       |
| 1946 | 516       |
| 1964 | 386       |
| 1971 | 533       |
| 1981 | 412       |
| 1985 | [00]399   |
| 1990 | [00]379   |
| 1993 | 372       |

| Jahr | Einwohner |
| ---- | --------- |
| 1995 | 330       |
| 1998 | 336       |
| 2000 | 336       |
| 2002 | 326       |
| 2006 | 309       |
| 2008 | 294       |
| 2009 | 270       |

Quelle, wenn nicht angegeben, bis 1993:

#### Ortsteil
| Jahr | Einwohner |
| ---- | --------- |
| 2018 | [0]189    |
| 2020 | [00]187   |
| 2021 | [00]185   |
| 2022 | [0]184    |
| 2023 | [0]182    |

## Religion
- Die evangelische Kirchengemeinde Dobberkau, die früher zur Pfarrei Dobberkau bei Bismark gehörte,[27] wird heute betreut vom Pfarrbereich Garlipp im Kirchenkreis Stendal im Bischofssprengel Magdeburg der Evangelischen Kirche in Mitteldeutschland.[28]
- Die ältesten überlieferten Kirchenbücher für Dobberkau stammen aus dem Jahre 1702.[29] Eine andere Quelle nennt das Jahr 1659.[14]
- Die katholischen Christen gehören zur Pfarrei St. Anna in Stendal im Dekanat Stendal im Bistum Magdeburg.[30]

## Politik

### Ortsbürgermeisterin
Ortsbürgermeisterin der Ortschaft Dobberkau ist seit 2011 Doreen Albrecht.
Der letzte Bürgermeister der Gemeinde Dobberkau war Dieter Wein.

### Ortschaftsrat
Bei der Ortschaftsratswahl am 9. Juni 2024 stellte sich die „Unabhängige Wählergemeinschaft Dobberkau“ zur Wahl. Gewählt wurden eine Ortschaftsrätin und vier Räte. Die „Unabhängige Wählergemeinschaft Dobberkau“ errang wie im Jahre 2019 alle 5 Sitze.
Von 185 Wahlberechtigten hatten 146 ihre Stimme abgegeben, die Wahlbeteiligung betrug damit 78,92 Prozent.

## Kultur und Sehenswürdigkeiten
- Die evangelische Dorfkirche Dobberkau, ein im romanischen Stil zwischen 1645 und 1648 errichteter Feldsteinbau, wurde anstelle des 1638 abgebrannten Vorgängerbaus aus dem 13. Jahrhundert errichtet. 1885 wurde eine neue Orgel aufgestellt, die zwischen 1970 und 1980 erneuert wurde.[34]
- Die Kirche steht auf dem Ortsfriedhof, der mit einer Feldsteinmauer umgeben ist.
- Der Kreuzstein in Dobberkau befindet sich in der Oberstraße 5 links von der Haustür, 1,30 Meter vom Haus entfernt. In den Granitstein ist ein Kreis mit einem griechischen Kreuz eingemeißelt.[35][36]
- In Dobberkau steht ein Denkmal aus aufgetürmten Findlingen mit angebrachter allgemeiner Gedenktafel für die Gefallenen des Ersten und Zweiten Weltkrieges.[37]
- Die beiden Dorfteiche tragen die Namen Pool und Röten.
- Waldschwimmbad zwischen Dobberkau und Möllenbeck

## Sagen aus Dobberkau
Paul Pfeil überlieferte 1908 eine Sage von einem Drachen. Der frühere Besitzer eines Bauernhofes in Dobberkau soll im Besitz eines „Droak“ gewesen sein. Darunter verstand man ein teuflisches Wesen, das vom Hof seines Besitzers aus die Scheunen des Dorfes durchflog. Er sorgte auch für seinen Herrn, indem es nach dessen Scheune Stroh und Korn schleppte, so dass niemals Mangel eintrat. Dafür musste ihm aber täglich Essen gereicht werden, das in der Scheune niedergesetzt wurde. Die Sage berichtet ferner, dass man diesen „Teufel“ nur mit Silber erschießen könne, und dass er, falls er vom Hofe verjagt werde, alles Hab und Gut mitnähme, so dass sein Besitzer verarme.
Bei Dobberkau gab es viele Spukstellen.
- Zum Kreuzstein heißt es: Auf einem Gehöft bei Dobberkau liegt in der Nähe der Haustür ein Stein, unter welchem ein böser Geist seinen Wohnsitz haben soll. Niemand darf den Stein anrühren.
- Da, wo der Weg von Dobberkau nach Schorstedt über die Grenzgrabenbrücke führt, soll um Mitternacht ein Schimmel (nach andern ein Mann mit einer Wiege oder einem Topf mit Milch) zu sehen sein.
- In den Röten, einem Unland mit Sümpfen und Gräben, soll ein böser Geist wohnen, der alle Menschen, die sich in der Nacht auf drei Schritte nähern, zum Bösen verführt. Der Geist hat früher im Dorfe gehaust. Er wurde von zwei Männern gefangen und in einem Sack nach den Röten getragen. Eine Flur Rödken liegt nordwestlich von Dobberkau.

## Verkehrsanbindung
Dobberkau liegt etwas abseits der überregionalen Verkehrsverbindungen. Die Kreisstraße K 1078 verläuft von Dobberkau über Hohenwulsch nach Bismark (Altmark) an der L 15 (Stendal–Kalbe). Der nächstgelegene Bahnhof ist im Nachbarort Hohenwulsch (Bahnstrecke Stendal–Uelzen).
Es verkehren Linienbusse und Rufbusse von stendalbus.

## Persönlichkeiten
- Luise Mewis (1864–1947), Heimatdichterin und Patriotin